# Syzygium canicortex
Syzygium canicortex är en myrtenväxtart som beskrevs av Bernard Patrick Matthew Hyland. Syzygium canicortex ingår i släktet Syzygium och familjen myrtenväxter. Inga underarter finns listade i Catalogue of Life.